# Amanda Schull
Amanda Schull (26 de agosto de 1978, Honolulu) é uma atriz americana e ex-bailarina profissional. Amanda é mais conhecida por seu papel principal no filme “2000 Center Stage” e por seus papéis recorrentes em “One Tree Hill” e “Pretty Little Liars". Ela está atualmente na série de televisão "Suits" e “12 Monkeys”.

## Biografia
Amanda Schull é filha de Susan Schull, presidente do Ballet Hawai. Schull participou da “Punahou School” e foi treinada pelo balé do estado do Havaí sob a instrução de John Landovsky.
Schull ganhou uma bolsa de estudos integrais para a Universidade de Indiana para o balé, onde se juntou a Delta Delta Delta.
Durante seu segundo ano (como bailarina e especializada em jornalismo), ela participou da Escola de Verão Intensiva San Francisco Ballet (SFBS). SFBS posteriormente ofereceu a Schull uma bolsa para continuar seus estudos por mais um ano. Depois de filmar Center Stage, ela se juntou a SFBS como um membro de tempo inteiro do seu corpo de balé.

## Carreira
Schull foi escalada para o papel principal de Jody Sawyer no filme 2000 Center Stage enquanto ainda era aprendiz no San Francisco Ballet. Mais tarde, no mesmo ano, ela foi lançada como “Davina Mayhan”, irmã mais velha do personagem título no hit YTV seriado My Family and Me. Ela interpretou a personagem da terceira temporada da série para a última.
Em abril de 2006, Schull aposentou-se do San Francisco Ballet. Em maio de 2008 ela foi para a Austrália para filmar a adaptação do filme Última dançarino de Mao Li Cunxin. Em Mao Last Dancer, lançado na América do Norte em 2010, Schull interpretou “Elizabeth Liz Mackey”, a namorada e mais tarde primeira esposa de Li Cunxin.
Em 2009, Schull fez um papel de atriz convidada na série da TV Fox, Lie to Me. No mesmo ano, ela foi vista no filme da vida “Sorority Guerras” estrelado por Lucy Hale e Courtney Thorne-Smith. Ela também estrelou em One Tree Hill da CW como “Sara”, o espírito e a memória da falecida esposa de Clay (interpretado por Robert Buckley), e também como “Wannabe”, amante de Clay.
Ela estrelou em um episódio de “Ghost Whisperer” (Tragédia grega) em 2009, e o 14° episódio de 'Ossos', em 2010. Schull recorreu em aparecer como “Meredith”, que é ex-amante de Byron Montgomery, que no caso é pai de Aria, que é uma das protagonistas (personagem de Lucy Hale), na série da ABC Family. Ela também apareceu em um episódio de Hawaii Five-0. Em 2012, Schull apareceu em um episódio de "Grimm", como Lucinda, um personagem que se assemelha a Cinderela, mas com uma torção. Desde 2013, ela apareceu no papel recorrente de Katrina Bennett em ‘Suits’ dos EUA, se tornando parte do elenco regular na oitava temporada da série.
Em novembro de 2013, Schull foi escalada como “Cassandra Railly” na série de televisão '12 Monkeys', baseado no filme de mesmo nome de 1995. 